# Joint (construction)
Pour les articles homonymes, voir Joint.
En architecture et en construction, un joint peut être:
En maçonnerie
- Joint de maçonnerie : espace entre deux éléments de même nature (carrelage, bloc de béton, brique, ou de natures différentes. Lorsqu'il s'agit d'un mur, le joint est déterminant dans la stabilité, l'apparence d'un mur, son étanchéité à l'humidité, voire sa résistance au feu. Il peut être rempli ou non de mortier
- Joint de dilatation : dispositif pour permettre la dilatation.

Béton de masse
- Joint de construction ou joint d'arrêt de coulage : il découpe la dalle de béton en petits panneaux de plus petites dimensions
- Joint de désolidarisation ou joint d'isolement : il sert à désolidariser la dalle de tout obstacle qui peut gêner son libre mouvement (poteau, regard, seuil de porte, mur…)
- Joint de retrait ou joint de fractionnement : il permet le libre retrait du béton. Souvent confondu avec le
- Joint de dilatation

En menuiserie
- Calfeutrement autour des châssis de fenêtre
- Joint entre dormant et ouvrant
- Joint entre le vitrage et la feuillure